# 红皮柳
红皮柳（学名：Salix sinopurpurea）是杨柳科柳属的植物，是中国的特有植物。分布在中国大陆的河北、湖北、甘肃、河南、陕西、山西等地，生长于海拔1,000米至1,600米的地区，一般生长在山地灌木丛中及沿河生长，目前尚未由人工引种栽培。

## 异名
- Salix purpurea L. var. longipetiolata C. Y. Yu